# Isidoro Ternero
Isidoro Ternero Garrido (Redecilla del Camino, 1833 - Espinosa de Henares, julio de 1899) fue un abogado, empresario, político y periodista español.

## Biografía
Perteneciente al Colegio de Abogados de Valladolid, fue investido doctor en jurisprudencia en 1857. Aunque residió en Madrid, poseía grandes fincas y fábricas de harinas en la provincia de Guadalajara.
Se dedicó a la política, logrando en 1863 ser elegido diputado a Cortes por el distrito de Guadalajara. Tras la revolución de septiembre, en 1869 dirigió en Sigüenza una conspiración carlista que fracasó. No obstante, no sufrió la represión gubernamental gracias a la mediación del ministro Manuel Ruiz Zorrilla, amigo suyo. En 1871 fue candidato carlista a diputado por Miranda de Ebro.
Partidario del diario carlista La Fe en su disputa con el también carlista El Siglo Futuro, que se encontraba enfrentado en aquellos años con varios obispos españoles, Isidoro Ternero creó en 1882 el semanario satírico El Cabecilla, desde cuyas columnas se combatió y ridiculizó a Cándido Nocedal, director de El Siglo Futuro y delegado de Don Carlos. A causa de estas disputas, Ternero acabaría siendo apartado del carlismo.
En 1891 se reunió en Biarritz con Ruiz Zorrilla, quien le ofreció ingresar en el Partido Republicano Progresista, a lo que Isidoro Ternero accedió, con la condición de que se le permitiese seguir defendiendo la causa católica con el mismo fervor y decisión. Ternero justificaría su cambio político —que causó gran sorpresa entre los carlistas y monárquicos— en haber sido expulsado del partido carlista y en unas declaraciones del cardenal Lavigerie del año anterior, en las que el prelado afirmaba que la república parlamentaria en Francia era una forma de gobierno no incompatible en sí misma con los principios cristianos.

## Obras
- Influencia del cristianismo en el derecho privado de la familia (1857)